# Ordini di grandezza (velocità)
Questa tabella confronta gli ordini di grandezza della velocità di vari oggetti animati e inanimati. La velocità è espressa sia in metri al secondo che in chilometri orari.
| Ordine di grandezza | Valore in metri al secondo (m/s) | Valore in chilometri orari (km/h) | Descrizione |
| ------------------- | -------------------------------- | --------------------------------- | --- |
| 10−9                | 1,3×10−9                         | 4,68×10−9                         | Velocità media di retrocessione della Luna rispetto alla Terra. |
| 10−9                | da 3×10−10 fino a 3×10−9         | da 1×10−9 fino a 1×10−8           | Velocità media della deriva dei continenti. |
| 10−9                | 3×10−9                           | 1,08×10−8                         | Velocità media di crescita dei capelli umani. |
| 10−3                | 0,0013                           | 0,00468                           | Velocità media di una lumaca. |
| 10−1                | 0,28                             | 1                                 | 1 km/h |
| 100                 | 1                                | 3,6                               | 1 m/s |
| 100                 | da 1 ad 1,5                      | da 3,6 a 5,4                      | Velocità media di una persona che cammina. |
| 101                 | 10,44                            | 37,58                             | Velocità media tenuta da Usain Bolt durante il record del mondo nei 100 metri piani                                                                                     |
| 101                 | 5–25                             | 18–90                             | Velocità di propagazione dei neuroni sensori non mielinati. |
| 101                 | 19,65                            | 70,76                             | Record di velocità per un cavallo. |
| 101                 | 30                               | 109                               | Velocità del pesce vela: il più veloce di tutti i pesci. |
| 101                 | 30                               | 108                               | Velocità di un motoscafo da off-shore. |
| 101                 | 32                               | 115,2                             | Velocità massima cronometrata di un ghepardo: il più veloce animale terrestre.                                                                                          |
| 101                 | 36                               | 130                               | Record di velocità per un veicolo terrestre a propulsione umana. |
| 101                 | 40                               | 144                               | Velocità di un treno. |
| 101                 | 75                               | 271                               | Velocità maserabile. |
| 101                 | 90                               | 320                               | Velocità di un treno ad alta velocità e del Falco Pellegrino (Il volatile più veloce) in picchiata.                                                                     |
| 101                 | 97,2                             | 350                               | Velocità massima della Ferrari Enzo. |
| 102                 | 103                              | 370                               | Velocità massima del siluro VA-111 Shkval (circa 200 nodi). |
| 102                 | 105,5                            | 379,8                             | Velocità massima della Ferrari F50 GT1. |
| 102                 | 119,917                          | 431,7                             | Velocità massima della Bugatti Veyron. |
| 102                 | 121,944                          | 457                               | Velocità massima della Koenigsegg Agera RS, automobile più veloce mai prodotta in serie.                                                                                |
| 102                 | da 10 a 120                      | da 36 a 432                       | Velocità di propagazione di un segnale motorio nei mammiferi. |
| 102                 | 130                              | 468                               | Velocità media del vento durante un tornado. |
| 102                 | 161,39                           | 581                               | Velocità del treno a levitazione magnetica JR-Maglev il 2 dicembre 2003 sulla Yamanashi Maglev Test Line.                                                               |
| 102                 | 331,5                            | 1193,4                            | Velocità del suono nell'aria a livello del mare a 0 °C. |
| 102                 | 340,3                            | 1 225                             | Velocità del suono a livello del mare in Atmosfera Standard Internazionale ICAO.                                                                                        |
| 102                 | 341,107                          | 1 227,985                         | Velocità massima raggiunta su terra (1997) dal ThrustSSC, auto a propulsione jet.                                                                                       |
| 102                 | 372,53                           | 1 341,13                          | Velocità massima raggiunta da un uomo in caduta libera,(2012) da Felix Baumgartner.                                                                                     |
| 102                 | 428                              | 1 540,8                           | Velocità massima del Bell X-1. |
| 102                 | 464                              | 1 670                             | Velocità di rotazione della Terra all'equatore. |
| 102                 | 603                              | 2 170,8                           | Velocità del Concorde. |
| 102                 | 975                              | 3 510                             | Velocità iniziale di un proiettile sparato da un fucile M16. |
| 102                 | 981                              | 3 532                             | SR-71 Blackbird, il più veloce velivolo guidato da un motore jet meccanico.                                                                                             |
| 103                 | 2 000                            | 7 200                             | Velocità stimata di un neutrone termico |
| 103                 | 2 019                            | 7 268,4                           | Velocità dell'X-15. |
| 103                 | 3 111                            | 11 199,6                          | Velocità del X-43, il più veloce aereo ipersonico senza pilota del mondo.                                                                                               |
| 103                 | 7 777                            | 28 000                            | Propagazione dell'esplosione in una corda detonante. Velocità tipica di un satellite artificiale e dello Space Shuttle in una bassa orbita terrestre.                   |
| 104                 | 11 082                           | 39 895                            | Massima velocità raggiunta dall'Apollo 10 durante la fase di rientro (circa Mach 36). Questa è la massima velocità fino ad oggi raggiunta da un veicolo con equipaggio. |
| 104                 | 12 900                           | 46 440                            | Velocità di rientro della capsula di ritorno della sonda spaziale Stardust. La maggiore velocità di rientro di un oggetto costruito dall'uomo.                          |
| 104                 | 16 210                           | 58 356                            | Velocità di fuga dalla Terra delle navette ad alta velocità di fuga New Horizons della NASA.                                                                            |
| 104                 | 29 800                           | 107 280                           | Velocità con cui orbita la Terra intorno al Sole. |
| 104                 | 70 220                           | 252 792                           | Velocità della sonda solare Helios 2 |
| Più veloci          | 2×105                            | 7×105                             | Velocità con cui orbita il sistema solare attorno alla Via Lattea. |
| Più veloci          | 4,5×105                          | 1,6×106                           | Velocità media di una particella del vento solare della nostra stella.                                                                                                  |
| Più veloci          | 1×107                            | 3,6×107                           | Velocità tipica di un neutrone veloce. |
| Più veloci          | 3×107                            | 1×108                             | Velocità di un elettrone in un tubo catodico. |
| Più veloci          | 1,24×108                         | 4,47×108                          | Velocità della luce in un diamante (indice di rifrazione 2,417). |
| Più veloci          | 2×108                            | 7,2×108                           | Velocità di un segnale in un cavo. |
| Più veloci          | 299 792 458                      | 1 079 252 848,8                   | Velocità della radiazione elettromagnetica nel vuoto (vedi anche velocità della luce).                                                                                  |
| Più veloci          | ∞                                | ∞                                 | Velocità dell'inflazione causata dall'espansione metrica dello spazio.                                                                                                  |